# 14122 Josties
14122 Josties è un asteroide della fascia principale. Scoperto nel 1998, presenta un'orbita caratterizzata da un semiasse maggiore pari a 2,2457363 UA e da un'eccentricità di 0,2245903, inclinata di 5,64700° rispetto all'eclittica.
L'asteroide è dedicato all'americano F. Jerry Josties, il quale ha lavorato per oltre 4 decenni al United States Naval Observatory.